# Robert Dietrich
Robert Dietrich, ros. Роберт Генрихович Дитрих, pol. Robert Genrichowicz Ditrich (ur. 25 lipca 1986 w Ordżonikidze, Obwód kustanajski, w ówczesnym ZSRR, obecnie Kazachstan, zm. 7 września 2011 w Jarosławiu) – niemiecki hokeista, reprezentant Niemiec.

## Kariera
- ESV Kaufbeuren U20 (2001–2002)
- Jungadler Mannheim U18 (2002–2003)
- EC Peiting (2003–2004)
- ETC Crimmitschau (2004–2005)
- DEG Metro Stars (2005–2008)
  -  Straubing Tigers (2005–2006)
- Milwaukee Admirals (2008–2010)
- Adler Mannheim (2010–2011)
- Łokomotiw Jarosław (2011)

Urodził się jako Niemiec rosyjski na terenie byłego ZSRR (obecnie Kazachstan). Był wychowankiem niemieckiego klubu ESV Kaufbeuren. W czasie kariery występował w klubach niemieckich rozgrywek Deutsche Eishockey Liga oraz amerykańskich rozgrywek American Hockey League. W 2007 został wybrany w drafcie NHL z numerem 174 przez drużynę Nashville Predators.
W 2008 został zawieszony na trzy miesiące przez Niemiecką Agencję Antydopingową.
Uczestniczył w turniejach Mistrzostw Świata w 2007, 2010, 2011.
W czerwcu 2011 roku podpisał kontrakt z klubem Łokomotiw Jarosław, występującym w elitarnych rosyjskich rozgrywkach Kontinientalnaja Chokkiejnaja Liga. Zginął 7 września 2011 w katastrofie samolotu pasażerskiego Jak-42D w pobliżu Jarosławia. Wraz z drużyną leciał do Mińska na inauguracyjny mecz ligi KHL sezonu 2011/12 z Dynama Mińsk.
Po jego śmierci sekretarz generalny Niemieckiej Federacji Hokeja na Lodzie (DEB), oznajmił, że numer 20, z jakim występował w reprezentacji Dietrich został zastrzeżony na stałe.

## Sukcesy

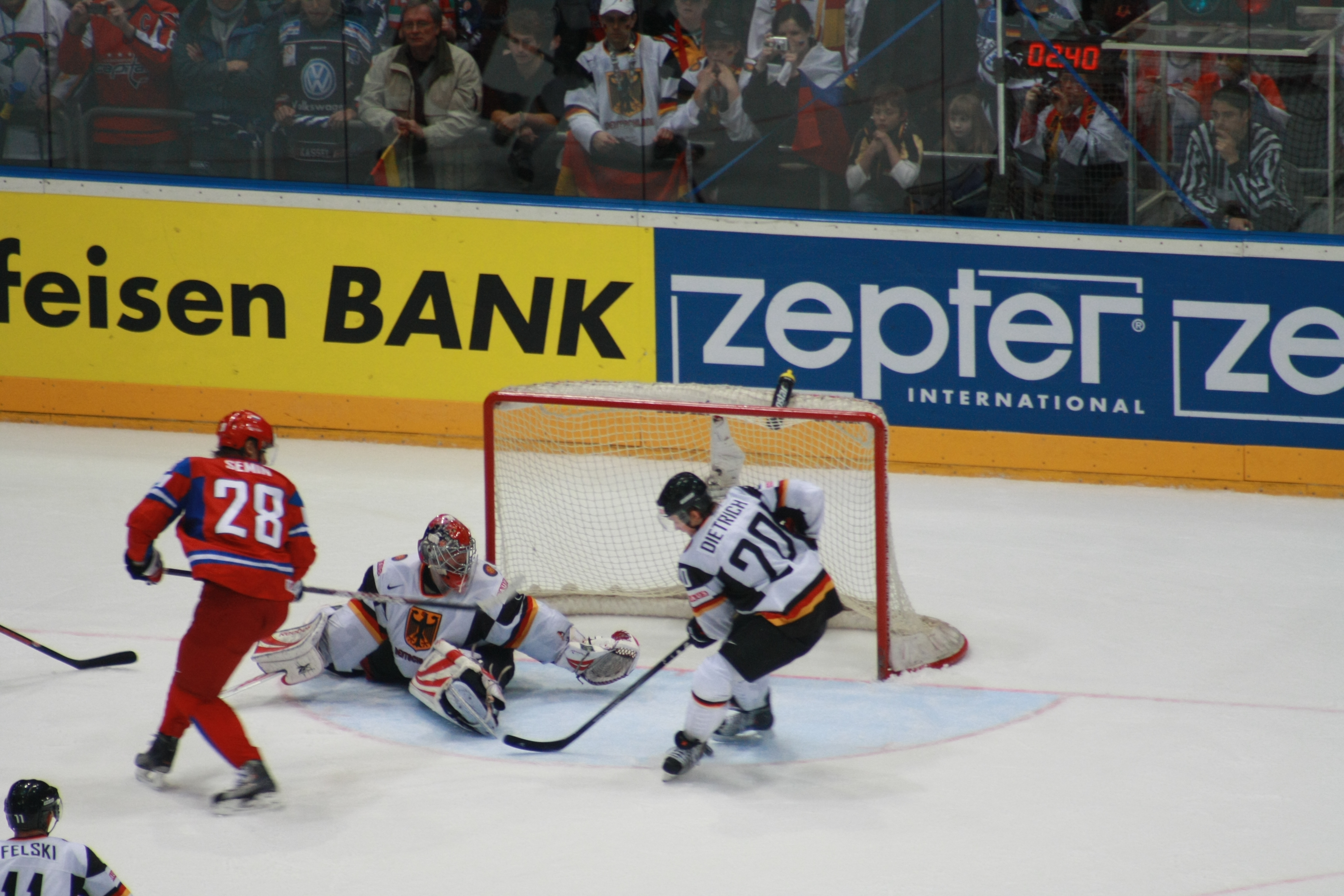
Robert Dietrich (z prawej z nr 20) w barwach reprezentacji Niemiec podczas MŚ 2010

Klubowe
- Srebrny medal Mistrzostw Niemiec: 2006 z DEG
- Puchar Niemiec: 2006 z DEG
- Mistrzostwo 2. Bundesligi: 2006 ze Straubing
- Awans do DEL: 2006 ze Straubing